# Josefine Wrbna-Kaunitz
Josefine Reichsgräfin von Wrbna-Kaunitz (geborene Kellnberger; geboren am 19. März 1896 in München; gestorben am 13. Dezember 1973 ebenda) war eine deutsche Vermögensverwalterin. Vor dem Hintergrund ihrer illegalen Finanztransaktionen und entsprechenden Strafprozessen gegen sie wurde sie in den Medien unter anderem als Sperrmark-Gräfin bekannt.

## Leben
Josefine Kellnberger war Tochter eines Ofensetzermeisters. In erster Ehe war sie mit dem Röntgenfacharzt Josef Kassenetter verheiratet.
Ab den 1920er Jahren war Josefine Kassenetter Vermögensverwalterin der Albertinischen Linie des Hauses Wittelsbach, namentlich für dessen Oberhaupt Prinz Adalbert von Bayern. Während der Zeit des Nationalsozialismus wurde sie als Vertreterin der nicht regimetreuen Wittelsbacher verhaftet, kam aber nach einem Hungerstreik wieder frei. Sie wurde als Vermögensverwalterin Generalbevollmächtigte für zahlreiche Vertreter der Dynastie.
Nach dem Tod ihres Mannes 1943 heiratete sie im September 1944 den gleichaltrigen Alfons Rudolf Ludwig Graf von Wrbna-Kaunitz-Rietberg-Questenberg und Freudenthal, einen böhmischen Großgrundbesitzer.
Nach dem Zweiten Weltkrieg wirtschaftete Josefine von Wrbna-Kaunitz weiterhin für die Wittelsbacher, um deren Immobilienbesitz wieder aufzubauen. Dabei setzte sie auf die Bebauung von Wittelsbacher Land, was sie wiederum mittels Schweizer Sperrmarkkrediten finanzierte. Letzteres stellte einen Verstoß gegen die geltenden Devisenverkehrsbeschränkungen Deutschlands dar. Anlässlich des Verkaufs des Palais Leuchtenberg, welches auch das in der Nachbarschaft befindliche Bayerische Staatsministerium der Finanzen und für Heimat als Hauptgebäude ankaufen wollte, begannen Beamte ab Dezember 1952 mit Ermittlungen gegen Wrbna-Kaunitz, die die Kaufsumme für das Palais in bar bezahlt hatte.
Vor Gericht stand Wrbna-Kaunitz zunächst wegen Devisenvergehen und Steuerhinterziehung. Ihre bisherigen Auftraggeber distanzierten sich von ihr und enthoben sie aller Ämter und Vollmachten; der Vorwurf der Urkundenfälschung kam hinzu. Auf dieser Grundlage wurde Wrbna-Kaunitz 1956 wegen Urkundenfälschung und Devisenschiebung zu einer Geldstrafe sowie zwei Jahren Gefängnis verurteilt. Es wurde gerichtlich festgestellt, dass sie 17,9 Mio. Sperrmark über die Kreissparkasse München transferiert hatte; dies soll ihr einen Gewinn von 5,2 Mio. DM eingebracht haben.
Noch vor ihrem Strafantritt floh Wrbna-Kaunitz 1958 nach St. Gallen in der Schweiz, von wo aus sie um ihre Rehabilitierung prozessierte, auch gegen die Prinzen des Hauses Wittelsbach, welche sich wiederum durch die Machenschaften von Wrbna-Kaunitz ruiniert sahen. Es folgten jahrelange Rechtsstreitigkeiten, darunter auch um Wrbna-Kaunitz’ angekündigte Memoiren. Sie erreichte 1960, dass das Finanzgericht München millionenschwere Steuerbescheide gegen sie aufhob und eine Nachzahlung von nur 60,60 DM forderte. Als sie 1963 nach München zurückkehrte, wurde wegen ihres hohen Alters auch ihre Haftstrafe aufgehoben.
Sie starb, seit Jahren schwerkrank, bei einem Wohnungsbrand, der durch eine defekte Lampe ausgelöst wurde. Einen Tag später starb ihr Mann an Rauchvergiftung.